# Calvert White
Calvert Americus White (Saint Thomas, 7 dicembre 1975) è un politico ed ex cestista americo-verginiano.

## Carriera
Con le Isole Vergini Americane ha disputato i Campionati americani del 2009.
Nel 2019 viene nominato Commissario al Dipartimento dello Sport nel paese natale.